# Bruno Carluccio
Bruno Vittorio Carluccio (Ostuni, 20 settembre 1941) è un politico italiano.

## Biografia
Nato a Ostuni nel 1941, militò politicamente nelle file della Democrazia Cristiana e venne più volte eletto consigliere comunale nella città di Brindisi.
Nel 1980 fu eletto sindaco di Brindisi. Il suo mandato si interruppe nel 1984 a causa di un'inchiesta giudiziaria che lo coinvolse direttamente e venne accusato di avere utilizzato fondi comunali per un totale di 161 milioni di lire per finanziare la squadra di calcio Brindisi Sport, allora presieduta dal suo assessore Biagio Pascali. Fu condannato a un anno e dieci mesi di reclusione, con pena sospesa, per interesse privato, omissione di atti d'ufficio e peculato per distrazione.
Si ritirò dalla scena politica dopo il suo ultimo mandato da consigliere comunale nel 1992.
È il padre di Angela Carluccio, che sarà in seguito sindaca di Brindisi dal 2016 al 2017.